# 산드라 플루크

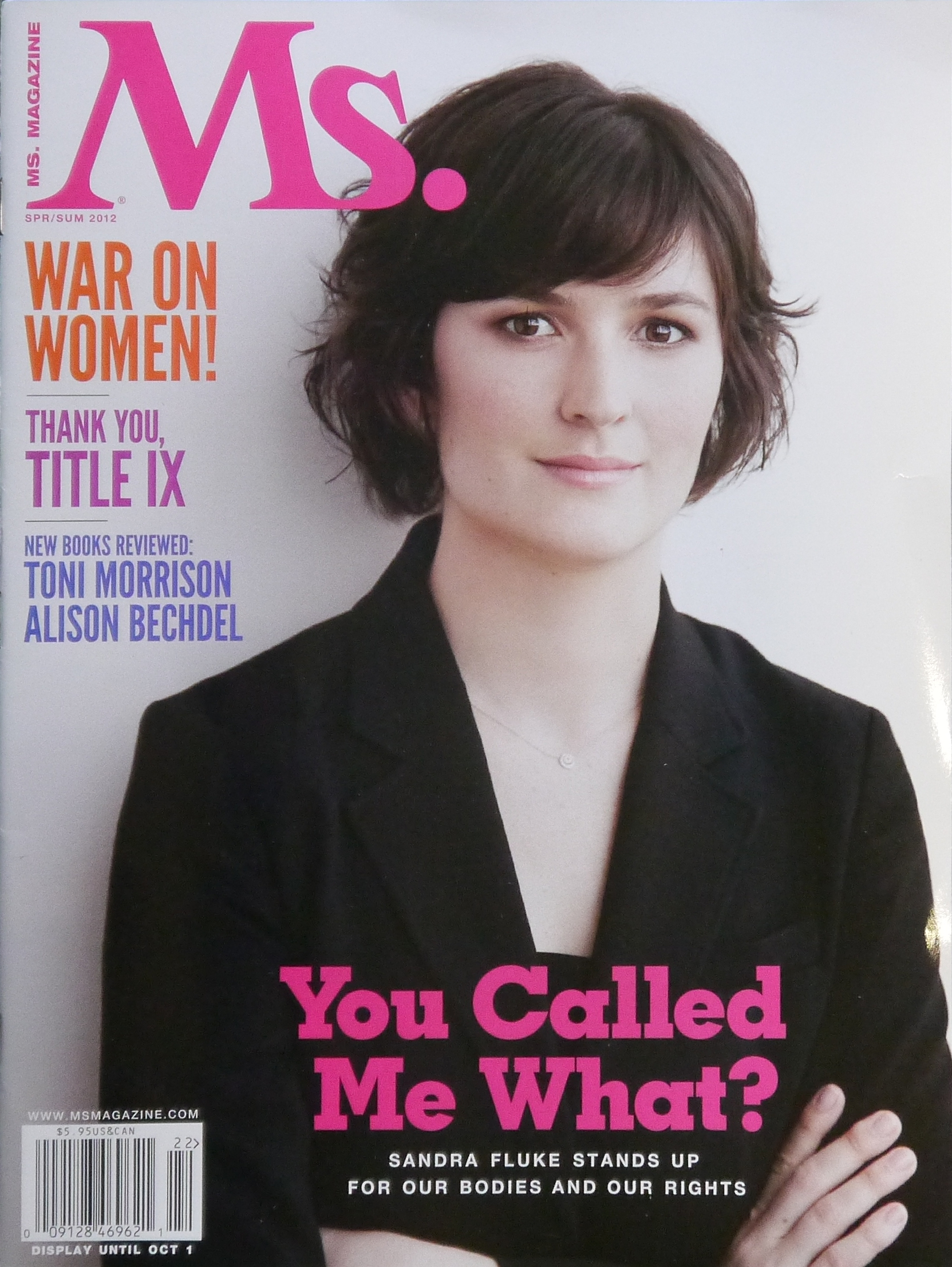
Sandra Fluke in 2012.

산드라 플룩(Sandra Fluke)은 미국의 여성인권운동가이다. 미국 조지타운 대학 로스쿨 학생인 31살 산드라 플룩은 대학교 학부 시절부터 여성운동에 관심이 많은 학생이었다. 그가 공화당이 다수당인 의회 청문회에서 피임이나 출산계획과 관련된 의료비도 건강보험 적용대상에 포함돼야 한다고 증언했다가 보수논객 러시 림보로부터 온갖 비난과 욕설을 들어야 했다. 하지만 림보의 경솔한 언동 탓에 공화당은 “여성과 아예 전쟁을 벌이려 한다”는 민주당의 공세를 받아야 했고, 이는 이번 대선에서 오바마의 승리에 적지 않은 도움을 줬다. 플룩도 민주당 전당대회에 연사로 참가해 여성의 권리에 대해 인상적인 연설을 펼치기도 했다.

## 같이 보기
- 재생산권